# Shooting Stars Sports Club
LoShooting Stars S.C., meglio noto come Shooting Stars, è una società calcistica nigeriana con sede nella città di Ibadan. Milita nella Nigerian Professional Football League, la massima divisione del campionato nigeriano di calcio.

## Palmarès

### Competizioni nazionali
- Campionato nigeriano: 5

1976, 1980, 1983, 1995, 1998
- Coppa di Nigeria: 8

1959, 1961, 1966, 1969, 1971, 1977, 1979, 1995

### Competizioni internazionali
- Coppa delle Coppe d'Africa: 1

1976
- Coppa CAF: 1

1992

### Altri piazzamenti
- Coppa di Nigeria:

Finalista: 1960, 1975
- CAF Champions League:

Finalista: 1984, 1996
- Coppa delle Coppe d'Africa:

Semifinalista: 1977